# Agence spatiale autrichienne
 (mars 2023).
Si vous disposez d'ouvrages ou d'articles de référence ou si vous connaissez des sites web de qualité traitant du thème abordé ici, merci de compléter l'article en donnant les références utiles à sa vérifiabilité et en les liant à la section « Notes et références ».
L’Agence spatiale autrichienne (en anglais : Aeronautics and Space Agency, ASA, en allemand : Agentur für Luft- und Raumfahrt) est l'agence spatiale de l'Autriche. Établie en 1972, elle a son siège à Vienne, la capitale du pays.
Tout comme de nombreux pays européens, l'agence contribue aux avancées spatiales de tout type au sein de l’Agence spatiale européenne.

## Spationautes autrichiens
- Franz Viehböck